# Castello della Dragonara
Il castello della Dragonara o castel Dragone è un edificio difensivo situato nel comune di Camogli, in via Isola, nella città metropolitana di Genova.

## Storia

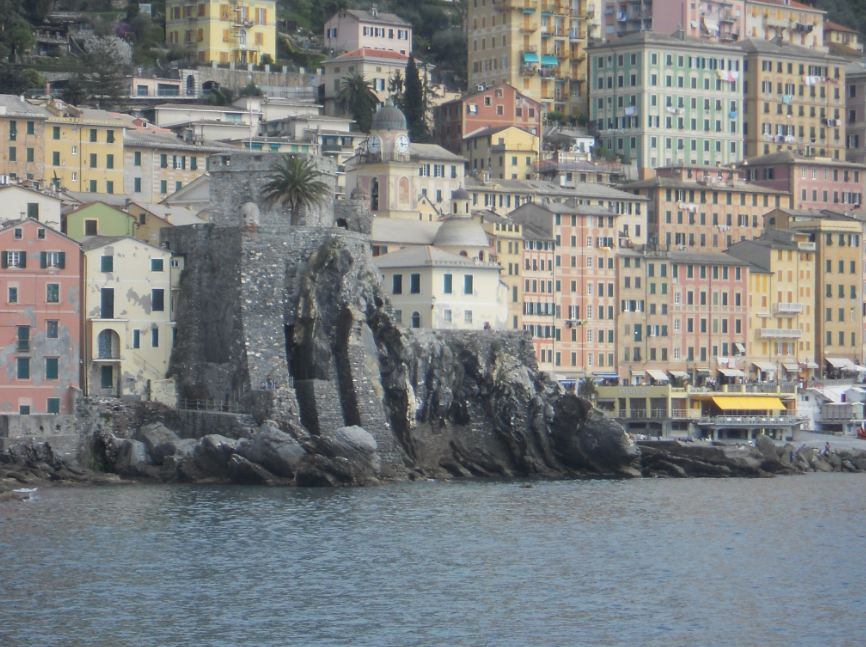
Il castello visto dal mare

Secondo alcune fonti storiche inerenti per lo più la cittadina camogliese si è potuto datare approssimativamente alla prima metà del XI secolo la probabile edificazione del maniero. Ancora oggi infatti non esistono fonti certe sulla reale data di costruzione poiché quelle conosciute sono per la maggior parte frammentarie o incomplete.
L'originario castello fu usato  come centro avvistamento e di difesa sia del borgo che del tratto di mare antistante la scogliera sulla quale il maniero fu eretto. Oltre al sistema difensivo, la struttura veniva utilizzata dagli abitanti di Camogli - camoglini - come ritrovo per eleggere i loro rappresentanti nell'attività amministrativa - giudiziaria, nonché come luogo di rifugio in caso di improvvisi assalti via mare dai numerosi pirati.
Secondo un documento datato alla seconda metà del XIV secolo il castello, proprio per garantire sufficientemente la sicurezza del borgo marinaro, venne più volte rinforzato ricevendo dal Senato della Repubblica di Genova le armi necessarie per la difesa. Proprio in questo secolo vengono ben documentati gli assalti e le distruzioni dapprima da Gian Galeazzo Visconti e in seguito da Nicolò Fieschi nel 1366.

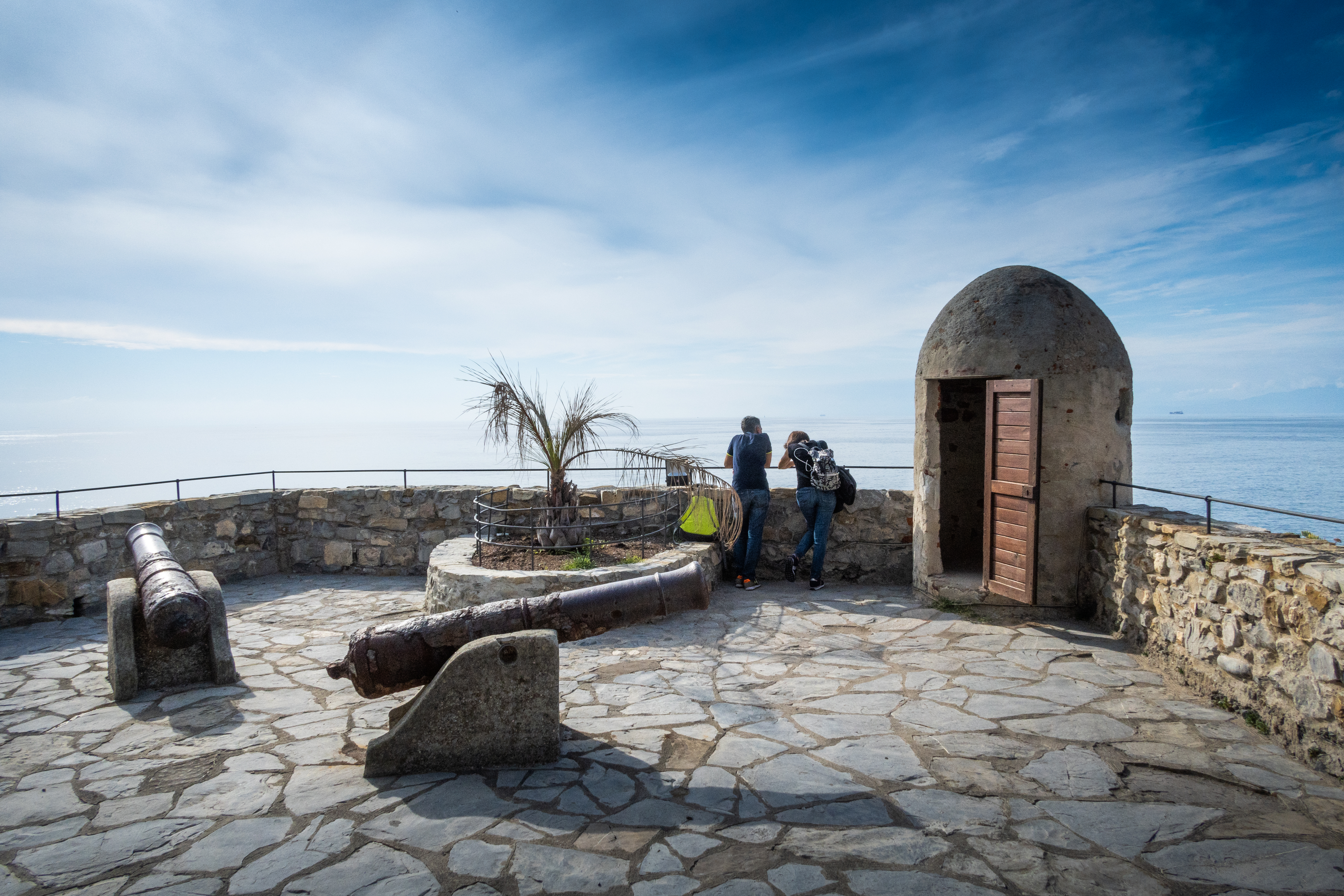
Particolare della piazzola del castello

Tra il 1428 e il 1430 il castello fu notevolmente ampliato e rinforzato dagli abitanti, specie l'attigua torre di avvistamento, interventi necessari a seguito dei precedenti assalti e dai continui contrasti tra la comunità camoglina e la stessa repubblica genovese dominata dai duchi di Milano.
Saranno proprio i partigiani del Ducato che nel 1438 assediarono il maniero, smantellando di fatto l'intero perimetro; pochi anni dopo gli stessi abitanti del borgo marinaro riedificarono nuove mura dall'originale accollandosi interamente le spese di edificazione che ammontarono, secondo un documento dell'epoca, a 450 lire genovesi.
Dieci anni dopo dall'assalto milanese - nel 1448 - i contrasti tra Camogli, la vicina Recco e Genova si fecero sempre più tesi e aspri tanto che la Repubblica chiese la distruzione immediata del castello. Fu pertanto distrutto come da accordo, ma solamente sei anni dopo fu nuovamente ricostruito dagli abitanti camogliesi e consegnato direttamente al doge della repubblica che ne assunse il controllo.
Nel 1461 motivi legati alla sicurezza portarono alla decisione di una nuova distruzione, decisione che venne annullata per manovre politiche tra Genova e Camogli e che scongiurarono la demolizione. Nel XVI secolo abbandonato come postazione difensiva fu infine adibito a prigione.
Nel corso degli anni settanta del XX secolo, dopo decenni di abbandono, l'immobile venne recuperato e dedicato ad ospitare l'acquario tirrenico, gestito dall'allora Azienda Autonoma di Soggiorno. Vennero create vasche con acqua marina ospitanti esemplari della fauna marina tipica delle acque camogline: in pratica, un antesignano del moderno acquario di Genova.
Il custode era anche colui che procacciava i pesci, i crostacei ed i molluschi che popolavano le vasche. Un grande esemplare di cernia era l'attrattiva principale, con murene, aragoste e paguri.
Alla chiusura dell'acquario i pesci e crostacei presenti sono stati trasferiti all'acquario di Genova.